# Altair 8800

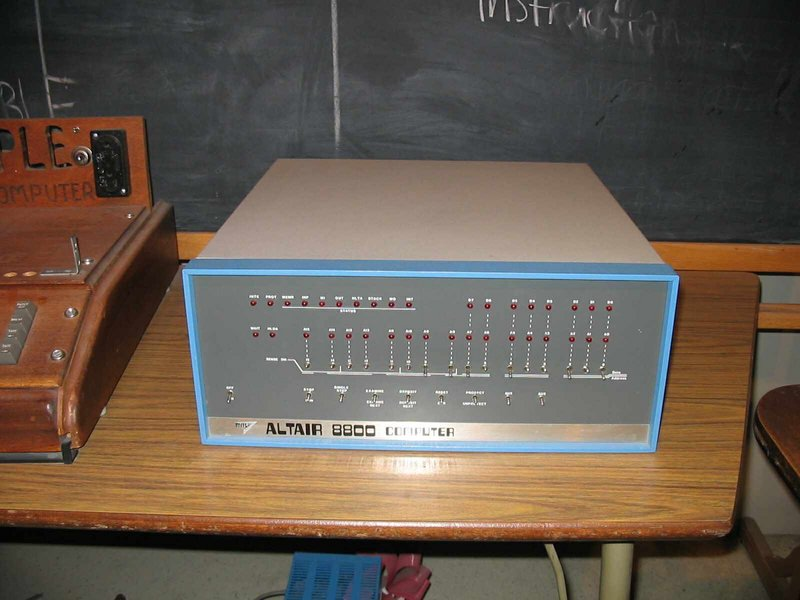
Altair 8800

MITS Altair 8800 är en mikrodator som skapades 1974 och brukar, även om det fanns liknande varianter tidigare, räknas som världens första mikrodator. Datorn är baserad på Intel 8080A CPU och såldes som en byggsats genom tidskriften Popular Electronics.
Datorn skapades av Ed Roberts, Forrest M. Mims III, Stan Cagle och Robert Zaller och de räknade inte med att datorn skulle säljas i mer än några hundra exemplar. De såg inte heller maskinen som en revolution.
Det första programmeringsspråket till datorn var Altair BASIC, Microsofts första produkt.